# Aixafem el feixisme
Aixafem el feixisme (in het Nederlands, We verpletteren het fascisme) (AFI Central-Catalaans: /ə.ʃəˈfɛm əɫ fəˈʃiz.mə/; Valenciaans: /aj.ʃaˈfem eɫ fejˈʃiz.me/) is een antifascistische affiche gemaakt in 1936 door de Catalaanse fotograaf, publicist en schrijver Pere Català i Pic. Het werd gemaakt in opdracht van de Propagandacommissie (Commissariat de Propaganda) van de Republikeinse regering van Catalonië, Generalitat de Catalunya, aan het begin van de Spaanse Burgeroorlog en resulteerde in de eerste advertentie van deze commissie.
Oorspronkelijke exemplaren zijn te zien in het Museu Nacional d'Art de Catalunya (Barcelona), in het Museo Nacional Centro de Arte Reina Sofía (Madrid) en in de verzameling affiches in het paviljoen van de Republiek van de Universiteit van Barcelona.
De fotomontage, die werd gemaakt voor het Klooster van Mercè (Convent de la Mercè) in Barcelona, toont een Catalaanse traditionele espadrille die een (spiegelbeeldige) nazi-swastika verplettert. Vanwege zijn eenvoud en sterke visuele impact, wordt het beschouwd als een van de beste reclamefoto's van de eerste helft van de twintigste eeuw, evenals als een van de duidelijkste politieke en grafische kunstuitingen van antifascistisch verzet van deze oorlogsperiode, zelfs voor de Tweede Wereldoorlog.